# Baroa punctivaga
Baroa punctivaga är en fjärilsart som beskrevs av Walker 1855. Baroa punctivaga ingår i släktet Baroa och familjen björnspinnare. Inga underarter finns listade i Catalogue of Life.